# Ci parliamo da grandi
«Ci parliamo da grandi» (с итал. — «Поговорим, как взрослые») — сингл известного итальянского певца и композитора Эроса Рамаццотти, который был выпущен 21 марта 2008 года. Это — второй сингл из альбома Рамаццотти «e²».

## Описание
Текст был написан самим Рамаццотти в соавторстве с Алисой Висконти и Николая Альиарди, а музыка была написана Гаем Чемберсом и Робби Уильямсом. Песня была записана в студии Чамберса, в Лондоне.
Песня была использована в качестве саундтрека к фильму Луки Лучини «Любовь, ложь и футбол», который вышел на экраны 4 апреля. На песню также был снят музыкальный клип, в котором снялся артист Филипп Нигро, исполнивший одну из ролей в фильме.

## Список композиций
1. Ci parliamo da grandi;
2. Terra promessa Junior Vasquez Remix;
3. Ci parliamo da grandi (рингтон).